# コソボ治安維持部隊

ラテン文字（左）と、セルビア語に使われるキリル文字で書かれたKFORのエンブレム。

KFOR（英：Kosovo Force）、コソボ治安維持部隊（コソボちあんいじぶたい）は、コソボに駐留する、北大西洋条約機構（NATO）主導の国際安全保障部隊である。コソボ紛争を受けて1999年6月10日に採択された国連安保理決議1244に基づき、NATO指揮の下、当時ユーゴスラビア連邦共和国のセルビア共和国統治下にあったコソボ・メトヒヤ自治州において治安維持を担うため組織された。同決議に基づき暫定行政を行う民生部門は国際連合コソボ暫定行政ミッション（UNMIK）という。
ユーゴスラビア連邦共和国はその後に移行した国家連合のセルビア・モンテネグロからモンテネグロが2006年に国民投票で分離を決め、セルビアも独立した。同国の実効支配が及ばなくなったコソボは2008年2月17日に独立を宣言したが、セルビアなどは国家の承認を拒否しており、多数派のアルバニア系住民と、コソボ北部を中心に暮らすセルビア系住民は対立したままで、2020年代においてもKFORの駐留が続いている（後述）。

## 概要

### 組織
- 司令部：プリシュティナ（ コソボの中心都市）
- 司令官：イタリア陸軍中将ジュゼッペ・ヴァロット（2006年4月時点）
- 兵力：およそ16,000人（2006年4月時点）
- 参加国：36ヶ国

### 目的
コソボ問題に対するG8合意及び、ユーゴスラビア連邦共和国のスロボダン・ミロシェヴィッチ大統領（当時）が受諾した和平案に基づき国連安保理決議1244が可決されると、NATO及び関係国は治安維持部隊としてKFORを編成した。同決議に基づくKFORの目的は、
1. 停戦の維持、ユーゴスラビア軍及びセルビア治安部隊のコソボからの撤退の確保
2. アルバニア系住民の武装組織コソボ解放軍（Ushtria Çlirimtare e Kosovës; UÇK）の武装解除
3. 治安秩序の維持

となっている。

### 編成
KFORは以下のように4区域に分割し、各区域に複数の国から派遣された部隊により編成される。また、各担当区域にはリーダー国が配置されている。
- 中央部

リーダー国： チェコ
担当国： フィンランド、 アイルランド、 ラトビア、 スロバキア、 スウェーデン
主な都市：プリシュティナ
- 北部

リーダー国： フランス
担当国： ベルギー、 デンマーク、 ギリシャ、 ラトビア、 ルクセンブルク、 モンゴル、 モロッコ
主な都市：ミトロヴィツァ
- 東部

リーダー国： アメリカ合衆国
担当国： アルメニア、 ギリシャ、 リトアニア、 ポーランド、 ルーマニア、 ウクライナ
主な都市：ウロシェヴァツ（フェリザイ）
- 南西部

リーダー国： イタリア
担当国： アルゼンチン、 オーストリア、 アゼルバイジャン、 ブルガリア、 ジョージア、 ドイツ、 ハンガリー、 ルーマニア、 スロベニア、 スペイン、 スイス、 トルコ
主な都市：プリズレン
またこれら担当区域別の治安維持部隊とは別に、以下のような特別任務部隊もある。
- MSU

憲兵による準軍事の警察部隊。重武装の犯罪者検挙やテロ対策を担い、KFOR本体の任務を助ける。
担当国・部隊： イタリア国家憲兵隊カラビニエリ、 フランス国家憲兵隊ジャンダルムリ、 エストニア陸軍
- KTM

KFOR司令部下で軽武装の緊急行動部隊で、中央部区域の任務も部分的に担っている。

## 治安の現状
ユーゴスラビア時代末期、セルビア治安部隊やユーゴスラビア軍とコソボ解放軍の対立は激しく、セルビア人、アルバニア人双方に迫害の被害者を出した。NATOは、これをアルバニア系住民に対する民族浄化であるとして1999年、セルビア本土を含めて大規模な空爆を実施した（アライド・フォース作戦）。和平合意に基づき同年6月、ユーゴスラビア軍はコソボから撤退して、KFORが進駐。KFORの駐留と、コソボの統治をアルバニア系が主導するようになったことでアルバニア系住民への迫害は減った、その一方で非アルバニア系、特にセルビア系住民の拉致と見られる行方不明、虐待、虐殺などは続き、特に2004年には大規模な迫害が発生した（コソボ暴動 (2004年)）。
そのため、セルビア本土などへ逃れたセルビア人のコソボへの帰還は進んでいない。KFOR及びUNMIKの支配下でこのような行方不明や殺人が起きていること、1999年にNATOがセルビアを空爆対象にしたことから、セルビア人にはNATOやKFORやUNMIKに対する根強い不信感があるという指摘もある。
2023年時点、コソボ全土ではアルバニア系が人口の9割を占めるが、セルビアに近い北部ではセルビア系が多数派の地域もある。セルビア系は自治権拡大を要求しているがコソボ政府は受け入れておらず、北部4市でセルビア系住民が投票をボイコットした選挙においてアルバニア系市長が誕生したことに反発したセルビア系住民がデモを行なって同年5月29日にKFOR部隊と衝突し、KFORのイタリア部隊11人、ハンガリー部隊19人とセルビア系住民52人が負傷した。